# マルチハザード
マルチハザード（Multi hazard）とは、「国家または社会をとりまく危機的要因が多様化している状況及び時代的背景」を意味する概念である。
近年では世界的にも地震、風水害などの自然災害や、大事故やCBRNE災害、有事、或いは犯罪、感染症の拡大、食品の安全への不安、住環境の欠陥といった様々な危機が発生している。また、米中間における軍事的衝突の潜在的可能性もあり、マルチハザードという概念は、このような多様な危機に対処できる国または社会環境の整備が課題となったことにより用いられるようになったものである。
また派生した概念としてマルチハザード型の危機がとりまく時代背景や社会構造を指してマルチハザード時代やマルチハザード社会などという。とりわけ、こうした多角的な危機に対しては通常の災害対策のみならず、武力攻撃を含めた災害に対しては一元的に対応可能な危機管理体制整備が必要であるといわれ、近年ではこうした多角的な危機に対抗するための防災システムや政府などの危機管理体制の向上に向けた取り組みが顕著である。

## 各国によるマルチハザード対策

### 危機管理所管機関の統合化の動き
アメリカ合衆国では、1970年代にハリケーンや震災が相次いだことから、1979年に連邦緊急事態管理庁（FEMA）を設置し、災害対処の統制を一元化した。またアメリカ同時多発テロ事件を契機に、2001年には、国内の危機管理全般を職掌する大規模な組織として、国土安全保障省が創設された。
日本においても2003年以降、有事法制の流れの中で武力攻撃事態法、2004年の国民保護法の成立によって、都道府県、市町村単位での国民保護計画の策定が義務付けとなり、災害対策基本法に基づく地域防災計画との統合的な運用が課題である。こうした一連のマルチハザード対策として、国民保護法制以降、それらの法体系を統合運用することを主眼とした緊急事態基本法の法案審議も行われ、危機管理庁(日本版FEMA)の創設をめぐる議論が高まっている。

### マルチハザードに対応する民間防衛
こうした多様化する危機に対抗するための取り組みとして民間防衛の整備が有効であるとされる。とりわけ、安全保障や治安、防災など危機管理全般において危機の予防が最重要課題であると認識され、安全保障では予防外交を通じた紛争予防、治安ではテロ対策、防災では災害予防や警防による減災への取り組みが顕著であり、いずれの分野においても善良な市民がこうした諸々の危機管理に対して主体的な役割を果たすべきであるという機運が高まっている。原子力発電所並びに石油コンビナートにおいてはそれぞれ原子力防災組織、自衛防災組織、一定の危険物を扱う事業所については自衛消防組織、海上保安庁公認のボランティア団体である海守、地域住民にあっては公的機関たる消防団並びに水防団、町会自治会を母体とした任意団体としての自主防災組織などの活動が期待される。

## 緊急時のネットワーク
緊急時にあっては災害情報、安否確認、治療における医療情報の交換、備蓄・医薬品・避難生活等に必要な物品やボランティアなどの需給バランスなど、あらゆる情報の交換が必要である。とりわけ、近年は電子政府化の流れの中で総合行政ネットワーク並びに防災無線(市町村防災行政無線など)による全国瞬時警報システムの整備が課題となっている。なお、近年はIP通信システム等の情報通信機能が整備されつつあることから、こうした多様な通信機能との併用を検討することが課題である。災害・有事対策の意思決定において重要な情報となる気象や各地域の被害状況などの把握のために、気象情報システム(L-ADESS)や地理情報システム(GIS※次項参照)といった現状把握のための情報通信機能についても次第に整備されてきつつあることから、多様な情報通信システムと現状把握のためのシステムの開発の進展が期待されているところである。総務省ではインターネットを通じたIT戦略であるe-japan戦略による情報通信体制の整備を図ってきたが、2005年以降はITからICTへ、これまでのインターネット社会からユビキタスネット社会を実現していくことを主眼としたu-japan戦略が策定されており、近年、あらゆる情報通信媒体があまれる中で危機管理の求めるニーズに適合した体系的、重層的かつ正確な情報通信手段の確保が望まれる。
一方、重要なのは、危機管理において情報通信システムを活用するための職員教員や専門家の設置、さらには各関係機関による協力関係をより強力かつ効果的なものとするために、各機関の連携体制等などが課題となる。さらには、これらの通信システムが機能しない場合の情報把握や安否確認その他の事務処理を如何に補完していくかが課題となる。特に現状把握のためのデータ収集においては、既存の通信体制としては防災無線については同報系行政無線が機能しない、或いは配備自体が遅れている地方公共団体もあり、基礎自治体の職員によるバイクまたは徒歩による情報収集などの取り組みを検討し、整備をすすめる自治体もある。今後は情報通信システムのさらなる開発及び明確かつ効果的な運用を図るための体系化、専門職員の育成及び効果的な運用をはかるための危機対応のためのネットワーク形成、通信障害時の情報補完体制等の検討が重要となる。

## マルチハザードマップや復興計画策定に有効なGI S
近年、地理情報システム(GIS)の開発が進展したことにより、建築物の建蔽率や耐震性などからハザードマップを策定し安全な避難ルートを検討し、被災時の復興計画の策定が容易になったとされ、マルチハザード対策においても事前対策におおいに期待されている。本来、GISはマルチハザードに有効であるという指摘がなされてきており、危機要因（ハザード）及び時間（フェーズ）、対応活動（コマンド）などの時系列的な計画の策定や対応において大いに効果を発揮するといわれている。地方公共団体などでも、こうしたシステムを導入する例が多く見られるが、その運用をめぐっては実効性の伴うだけの活用方法を見出せていないという側面もある。将来的には通信システム等との連動により、行政などを中心とした高度な危機管理体制の形成において大いに期待されている。